# Carl von Schéele (konstnär)

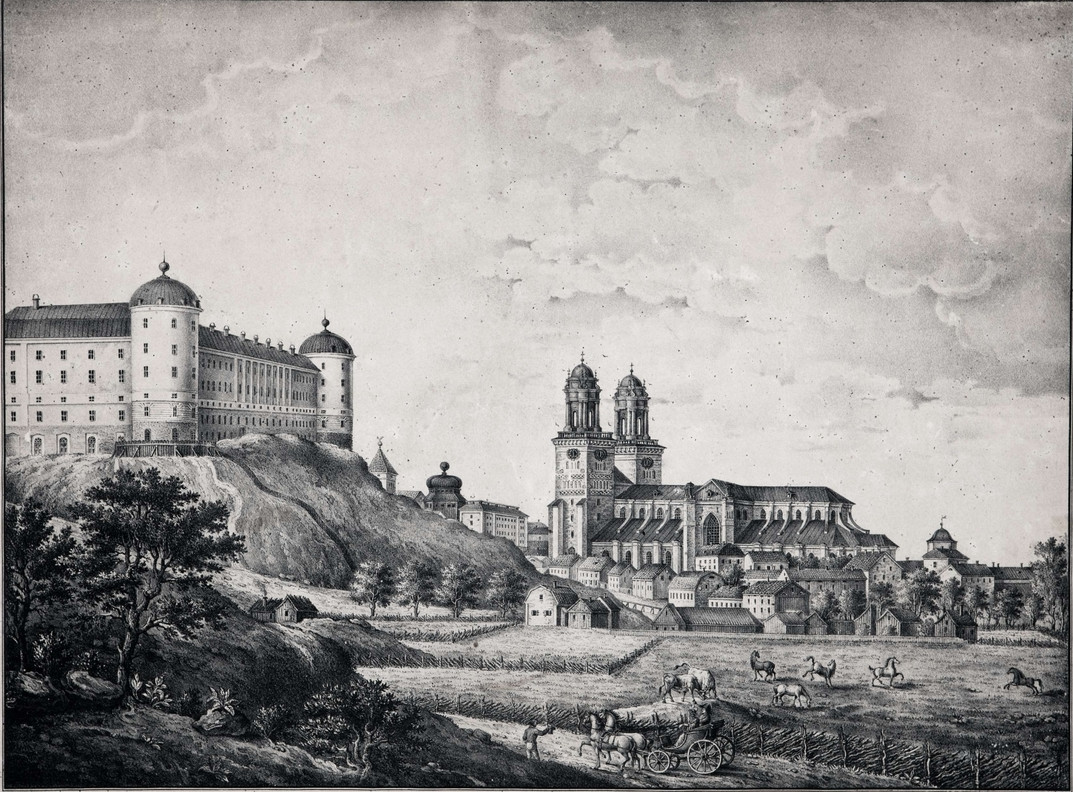
Litografi av Carl von Schéele efter oljemålning av Olof Eric Roselius.

Carl Axel Adam von Schéele, född den 12 april 1797 på Prinsnäs, Norra Sandsjö socken, Jönköpings län, död den 29 augusti 1873 i Stockholm, var en svensk litograf. 
von Schéele blev 1818 fänrik vid Upplands regemente, erhöll 1826 avsked som löjtnant och snart därpå ur armén. Han hade blivit intresserad av stentryckskonsten och utförde 1825 det litograferade titelbladet till ett planschverk över svenska arméns uniformer.
För att lära sig mer om litograf begav han till Tyskland 1826 för att studera reproduktionstekniken med den uppblomstrande stentryckskonsten under ledning av dess uppfinnare Alois Senefelder i München.  Han återvände till Sverige 1828 och öppnade 1829 ett eget tryckeri där han utförde alla slags arbeten i tävlan med de förut befintliga tryckerierna. 
Han ritade teckningarna på den sten som användes som förlaga till C.C. Ekströms Beskrivning öfver Mörkö socken 1828 vilka medföljde som tryckta litografier i boken, och han gav ut flera större planschverk, bland annat det av honom själv litograferade Minnen ur Napoleons lefnad (1830-1839). 
Dessutom litograferade han porträtt av kända personer bland annat ett litografi på Karl XIV Johan.
År 1840 började han intressera sig för den politiska karikatyren och gav ut bladen Den underbara Kabinetts Kattan från S:t Barthelemy, Soiréen i den stora Riks-bi(sp)Kuban och Skott taflan.
Han gav även undervisning till nybörjare och startade en litografisk ritskola bland eleverna fanns Adolf Hård och Johan Henric Strömmer. Trots framgångarna med tryckeriet och skolverksmheten var von Schéeles ekonomi ständigt dålig och 1842 flydde han till Sankt Petersburg, Ryssland för att undkomma sina fordringsägare. Kvar ensam att försöka driva tryckeriet blev hustrun Hedvig Maria. Även under tiden i Ryssland arbetade han med litografikonsten och tryckte där en ryttarbild av Karl XIV Johan. Han återvände till Sverige 1870 och ansökte om att få undervisa i typografi och fotografering vid Slöjdskolan i Stockholm men han blev inte anställd. Han slutade sitt liv som  anställd vid en färgfabrik i Stockholm. von Schéele finns representerad vid bland annat Nationalmuseum i Stockholm och Uppsala universitetsbibliotek och Kalmar konstmuseum.
Carl von Schéele var son till kammarjunkaren Adolf Fredrik von Schéele och Henrika Christina von Knorring, och bror till Frans Adolf von Schéele samt farbror till konstnären Charlotte von Schéele och Augusta Ekman. Han gifte sig 1832 med Hedvig Maria Zelander.